# Teoria de Peccei-Quinn
Na física de partículas, a teoria de Peccei-Quinn é a proposta mais conhecida para a resolução do problema da Simetria CP. Foi formulada por Roberto Peccei e Helen Quinn. A teoria propõe que a Cromodinâmica quântica da Função de Lagrange seja estendida com um mandato da violação da simetria CP conhecida como o parâmetro θ. Já que as experiências nunca mediram um valor para θ, o seu valor deve ser pequeno ou zero.